# Dick Pound
Richard William Duncan Pound (St. Catharines, 22 de março de 1942) mais conhecido como Dick Pound, é um campeão de natação canadense, advogado e porta-voz da ética no esporte. Foi o primeiro presidente da Agência Mundial Antidoping e vice-presidente do Comitê Olímpico Internacional.

## Carreira
Pound é um firme defensor de testes de drogas rigorosos para atletas e fez muitas alegações de trapaça e corrupção oficial, algumas delas contestadas, devido a disputas sobre os procedimentos de teste e relatórios. A revista Time o destacou como uma das "100 pessoas mais influentes do mundo". Ele foi reitor da McGill University e presidente do conselho da Olympic Broadcasting Services.

## Trabalhos publicados
- Pound, Richard W. (1994). Five Rings over Korea: The Secret Negotiations Behind the 1988 Olympic Games in Seoul. [S.l.]: Little Brown & Co. ISBN 978-0316715072
- Pound, Richard W. (2000). Chief Justice W.R. Jackett: By the Law of the Land. [S.l.]: McGill-Queen's University Press. ISBN 978-0773518988
- Pound, Richard W. (2002). Stikeman Elliott: The First Fifty Years. [S.l.]: McGill-Queen's University Press. ISBN 978-0773524118
- Pound, Richard W. (2004). Inside the Olympics: A Behind-the-Scenes Look at the Politics, the Scandals and the Glory of the Games. [S.l.]: Wiley. ISBN 978-0470838709
- Pound, Richard W. (2006). Inside Dope: How Drugs Are the Biggest Threat to Sports, Why You Should Care, and What Can Be Done About Them. [S.l.]: Wiley. ISBN 978-0470837337
- Pound, Richard W. (2007). Unlucky to the End: The Story of Janise Marie Gamble. [S.l.]: McGill-Queen's University Press. ISBN 978-0773533004
- Pound, Richard W. (2008). Rocke Robertson: Surgeon and Shepherd of Change. [S.l.]: McGill-Queen's University Press. ISBN 978-0773533745
- Pound, Richard W. (2013). Quotations for the Fast Lane. [S.l.]: McGill-Queen's University Press. ISBN 978-0773542983
- Pound, Richard W. (2014). Made in Court: Supreme Court Cases that Shaped Canada. [S.l.]: Fitzhenry & Whiteside. ISBN 978-1554553471